# Ciumațke, Polohî
Ciumațke (în ucraineană Чумацьке) este un sat în comuna Kosteantînivka din raionul Polohî, regiunea Zaporijjea, Ucraina.

## Demografie
Componența lingvistică a localității Ciumațke
     Ucraineană (89,41%)
     Rusă (10,59%)
Conform recensământului din 2001, majoritatea populației localității Ciumațke era vorbitoare de ucraineană (89,41%), existând în minoritate și vorbitori de rusă (10,59%).